# 389 a.C.
Il 389 a.C. (CCCLXXXIX a.C. in numeri romani) è un anno  del IV secolo a.C.

## Eventi
- Viene osservata nella costellazione dell'Aquila una stella nova luminosa quanto Venere.
- Battaglia dell'Elleporo: Dionisio di Siracusa sconfigge la Lega italiota, assicurandosi la supremazia sulla Magna Grecia.
- Dopo la battaglia, Dionisio il Vecchio, distrugge Kaulonia, deporta gli abitanti a Siracusa e consegna il territorio della città ai Locresi.
- Roma
  - Tribuni consolari Lucio Valerio Publicola II, Lucio Verginio Tricosto, Publio Cornelio, 
 Lucio Emilio Mamercino II, Lucio Postumio Albino Regillense e Aulo Manlio Capitolino
  - dittatore Marco Furio Camillo

## Nati
- Eschine, politico e retore ateniese

## Morti
- Quinto Fabio Ambusto, politico e militare romano